# Église Saint-Martin de Colombelles
Pour les articles homonymes, voir Église Saint-Martin.
L'église Saint-Martin est une église catholique de l'art roman, située à Colombelles, dans le département du Calvados, en France. Datant des XIIe et XIIIe siècles, elle est inscrite au titre des monuments historiques.
Elle n'est plus régulièrement ouverte au culte depuis 1963, année où fut consacrée, le 5 mai, la nouvelle église Saint-Pierre-Saint-Paul, située au centre-ville actuel de la commune. Néanmoins, une messe dominicale est célébrée une fois par an en l'église Saint-Martin qui sert de salle d'exposition ou de concert, notamment à l'occasion des Journées européennes du patrimoine.

## Localisation
L'église est située dans le département français du Calvados en Normandie. Elle s'élève à l'ouest du bourg de Colombelles dans le quartier dit du Bas Colombelles, le plus ancien de la commune, non loin de l'Orne et du bac qui permettait son franchissement.
Elle se trouvait alors au cœur de ce qui n'était encore qu'un hameau le long de l'Orne, sur la route dite des Bouviers allant de Bayeux à Varaville. Le bac permettait en effet le franchissement du fleuve tout autant au bétail qu'aux personnes.
L'église fut édifiée sur des terres qui appartenaient à l'abbaye du Plessis-Grimoult.

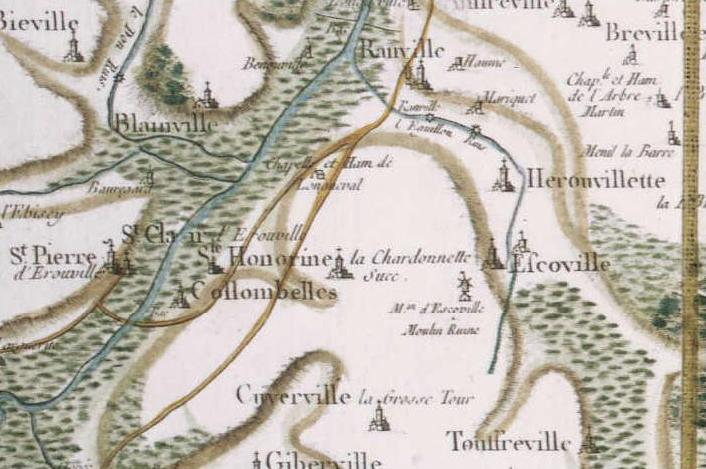
L'église Saint-Martin de Colombelles sur la carte de Cassini (milieu du).

## Historique
Ainsi qu'en ferait foi sa dédicace à saint Martin, cette église remonterait aux XIIe/XIIIe siècles. Ses  parties les plus anciennes sont d'ailleurs caractéristiques de l'art roman. Elle a néanmoins subi quelques transformations comme le remaniement du chœur à l'époque classique et l'adjonction d'une chapelle latérale en 1828.
L'église a été élevée entre le bac qui permettait de franchir l'Orne au droit d'Hérouville et la ferme du prieuré qui dépendait de l'abbaye du Plessis-Grimoult. Elle a été construite en plusieurs phases : successivement, la nef pour les offices, la tour pour la défense et le chœur, puis, plus tardivement, la sacristie dans la seconde moitié du XVIIe siècle et la chapelle latérale au deuxième quart du XIXe siècle.
Jusqu'à la Révolution « la cure était à la nomination de l'abbaye du Plessis qui percevait aussi les dîmes, à l'exception d'un trait qui était dévolu au prieur-curé » (un trait est une part de la dîme, au pourcentage variable). Par la suite, les curés ont été nommés par l'évêque de Bayeux. Le dernier curé de Saint-Martin, le Père Léon Jaunatre, nommé en 1957, est devenu le premier curé de Saint-Pierre-Saint-Paul en 1963. Deux de ses desservants sont inhumés dans le cimetière attenant : l'abbé Joseph Lemoine (nommé en 1830 et décédé dans son ministère en 1847) et l'abbé Eugène François Déclomesnil (curé de 1879 à 1919 et décédé en 1920).
Au début de la Seconde Guerre mondiale, l'abbé Joseph Leroy, nommé curé de Saint-Martin en 1933, est rappelé sous les drapeaux en 1939 et participe aux combats de 1940. Démobilisé, il retrouve sa paroisse et avec l'aide de mères de famille, il sert la soupe populaire aux enfants privés de père, qu'il soit au combat, prisonnier de guerre ou requis pour le service du travail obligatoire (STO). Parallèlement, il s'engage dans la Résistance et intègre le groupe de Giberville. A la Libération, reconnaissant sa conduite exemplaire, le préfet du Calvados l'appelle à compléter provisoirement le conseil municipal de Colombelles. Il y exerce la fonction de maire-adjoint jusqu'aux élections d'octobre 1947. Bien que natif de Cricqueville-en-Bessin, il émet le vœu de reposer à Colombelles où il est inhumé le 6 octobre 1991 au pied de la croix du nouveau cimetière, rue Jules Guesde.
Lors des opérations du Débarquement, l'église Saint-Martin subit plusieurs bombardements qui se sont échelonnés du Jour J au 18 juillet 1944, date de la libération de Colombelles par les Canadiens. L'importance des dégâts causés par les Alliés a justifié l'attribution de dommages de guerre pour une somme de 417 824 francs. Des transformations intérieures ont été alors entreprises à la demande du P. André Dugimond, successeur de l'abbé Leroy, qui a desservi la paroisse de 1949 à 1955 : elles sont détaillées dans une lettre que le prêtre adressa le 2 décembre 1950 au maire de l'époque, Aristide Himbaut. Conformément aux préconisations du Père, la sacristie a été remplacée et un nouveau catafalque a été acquis, l'ancien ayant été détruit. Le chœur a été séparé du transept par une draperie de velours suspendue à une grille en fer forgé installée sous l'ogive centrale de la nef. Symbolisant l'Eucharistie, cette grille a été réalisée d'après un dessin de Serge Himbault, artiste qui a aussi élaboré les armoiries de la commune de Colombelles à la fin de la Seconde Guerre mondiale. Les deux autels latéraux ont été supprimés au motif qu'ils étaient « compliqués, d'ornementations sans style » et de « mauvais effet dans une nef où tout devrait être simple ». Ils ont eux aussi été remplacés par une draperie supportée de même par deux motifs en fer forgé. L'ancien chemin de croix en plâtre polychrome, jugé « quelconque » a été supprimé et remplacé en 1950 par des peintures murales, exécutées également d'après des dessins de Serge Himbault.
Ces aménagements intérieurs coïncident avec l'arrivée de prêtres de la Mission de France, proches du monde ouvrier, qui prônent la simplicité tant dans l'aménagement des lieux de culte que dans l'approche et le déroulement de la liturgie.
Avec l'augmentation de la population, l'église Saint-Martin s'avère insuffisante à l'accueil des paroissiens. Le besoin d'une nouvelle église, plus proche du nouveau centre de la commune qui s'est déplacé vers le Plateau, se fait sentir dès les années 1950. Des négociations entre le diocèse et la municipalité sont entreprises et aboutissent en 1949 à la cession d'un terrain à l'angle de la rue Léon Blum alors naissante et de la future rue de la Cité-Libérée. Le permis de construire est déposé en 1960 et la nouvelle église, placée sous la dédicace de saint Pierre et saint Paul, est achevée et consacrée en mai 1963.
Saint-Martin n'est plus régulièrement affectée au culte catholique mais le diocèse de Bayeux et Lisieux en est toujours affectataire. Depuis le début des années 2020, une messe annuelle y est célébrée à l'occasion de la fête de la Saint-Martin d'été.
Avec la réforme du diocèse voulue par Jacques Habert, évêque de Bayeux & Lisieux, Saint-Martin de Colombelles relève depuis le 1er septembre 2024 du doyenné de la Plaine de Caen et de la nouvelle paroisse Saints-Louis-et-Zélie-Martin du Sud de Caen. 

## Architecture
L'édifice est inscrit au titre des monuments historiques depuis le 16 mai 1927.
Orientée vers l'est, de plan simple, l'église comporte dès l'origine une nef suivie d'une tour carrée qui surplombe une travée sous clocher et un chœur à chevet plat.

### La façade
Côté extérieur, la façade occidentale, encadrée par deux contreforts, comporte un portail pourvu de deux rangs d'archivolte au décor, respectivement, de zigzags et de frettes crénelées, reposant sur de fines colonnes. Le portail est surmonté de cinq baies dont les trois centrales sont aveugles. Au-dessus de la baie aveugle centrale se trouve une ouverture plus étroite et rectangulaire qui est pourvue côté intérieur d'un vitrail du XXe siècle représentant saint Martin. Toujours au revers de la façade ouest, de part et d'autre de la porte, les arcatures romanes sont en plein cintre à gauche et en arc brisé à droite.

### La nef
La nef, comme le chœur, est pourvue d'une charpente  dont la plupart des éléments remonte à son édification. Elle présente de chaque côté une arcature romane en plein cintre dissimulée au XVIIe siècle par des boiseries qui ont été déposées en 2004 en raison de leur infestation par des champignons. Les murs gouttereaux sont scandés à l'extérieur par des contreforts. Côté nord, face à la grille d'entrée à l'enclos paroissial, le mur présente un portail, aujourd'hui condamné, au décor semblable à celui du portail ouest. Les colonnettes qui supportent la double architrave ont des chapiteaux historiés.

### La tour et la travée sous clocher
La tour, de section carrée, témoigne des temps troublés en lesquels l'édifice fut construit : il s'agissait d'une tour de guet qui devait permettre de détecter les possibles envahisseurs ou assaillants.
Il apparaît que la tour a été remaniée au XIIIe siècle : à l'extérieur, les pierres se situant en partie haute au-dessus des contreforts sont taillées de manière différente et à l'intérieur, les piles romanes d'origine ont été conservées dans une maçonnerie dissimulée dans des colonnes gothiques qui viennent les conforter. Ce travail de reprise a eu pour effet de réduire la vue sur le chœur depuis la nef. Aussi les colonnes ont-elles été soigneusement sciées à leur base avec un profil en amande. La voûte  sur croisées d'ogives annonce la transition vers l'art gothique.
En 1822, de nouveaux travaux sont entrepris afin de transformer la tour en clocher. La tour est coiffée en bâtière, percée de lucarnes pourvues d'abat-son. Les deux pignons sont surmontés d'une petite croix de pierre. Une sonnerie de trois cloches est installée en 1892.

### Le chœur

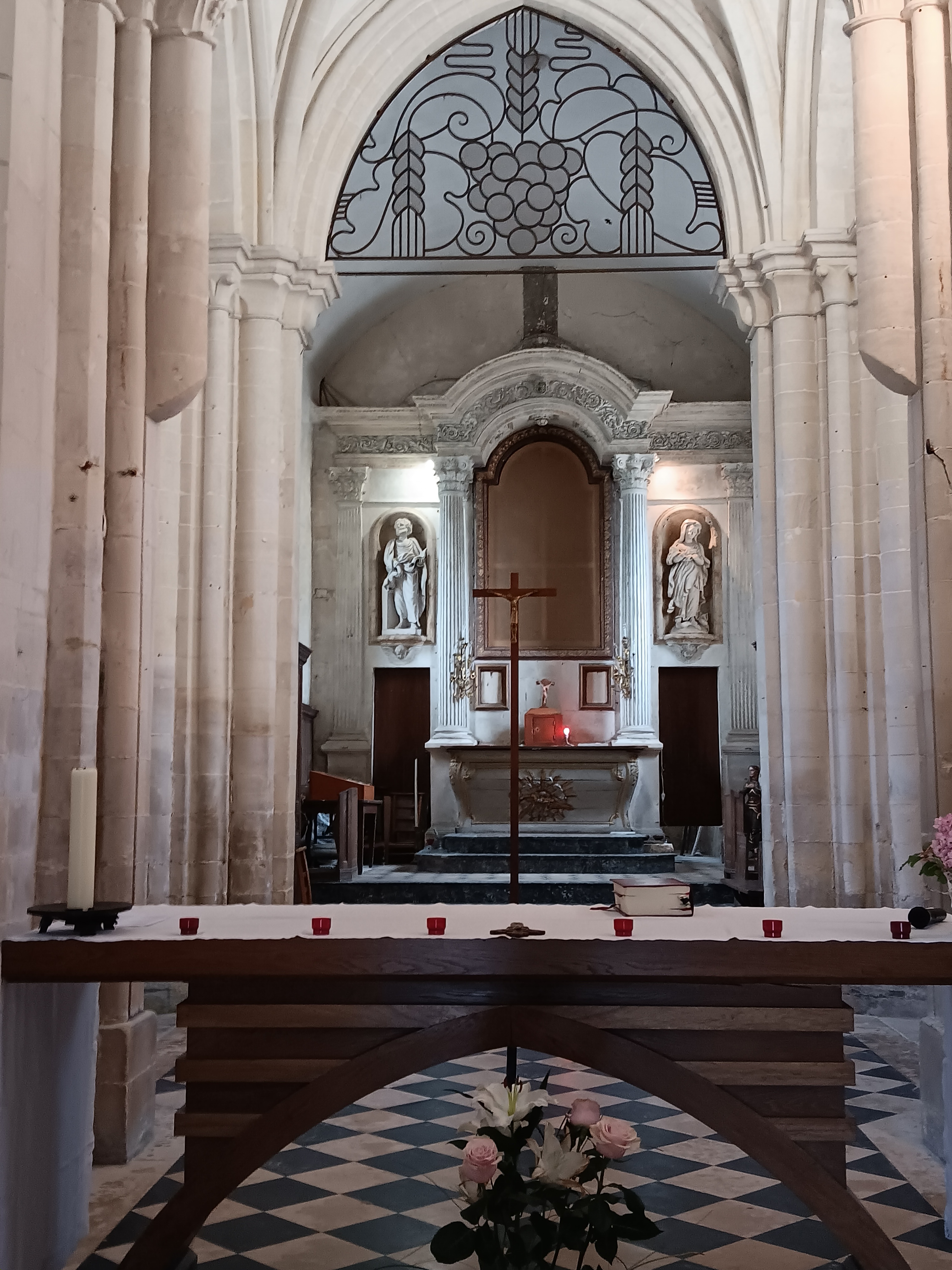
Vue sur le choeur depuis la nef (juillet 2024).

Le chœur a été transformé au XVIIe siècle avec la destruction de la voûte et l'agrandissement des baies. C'est à cette époque qu'il est pourvu d'un maître-autel d'une grande sobriété stylistique, qui s'appuie au mur de chevet.

### La sacristie
Une inscription découverte fortuitement lors de travaux de réfection des sols exécutés en 2009 permet d'en connaître la date précise : « Fleury Rosée y a fait faire cette sacristie en l'an 1663 ». Elle est adossée, au sud, au mur extérieur du chœur avec lequel elle communique par deux portes.

### La chapelle latérale
Côté ouest du chœur, la chapelle latérale a été construite en 1828 par le comte et la comtesse de Laistre, en mémoire de leur fille, Ambroisine. Elle est dédiée à saint Joseph.

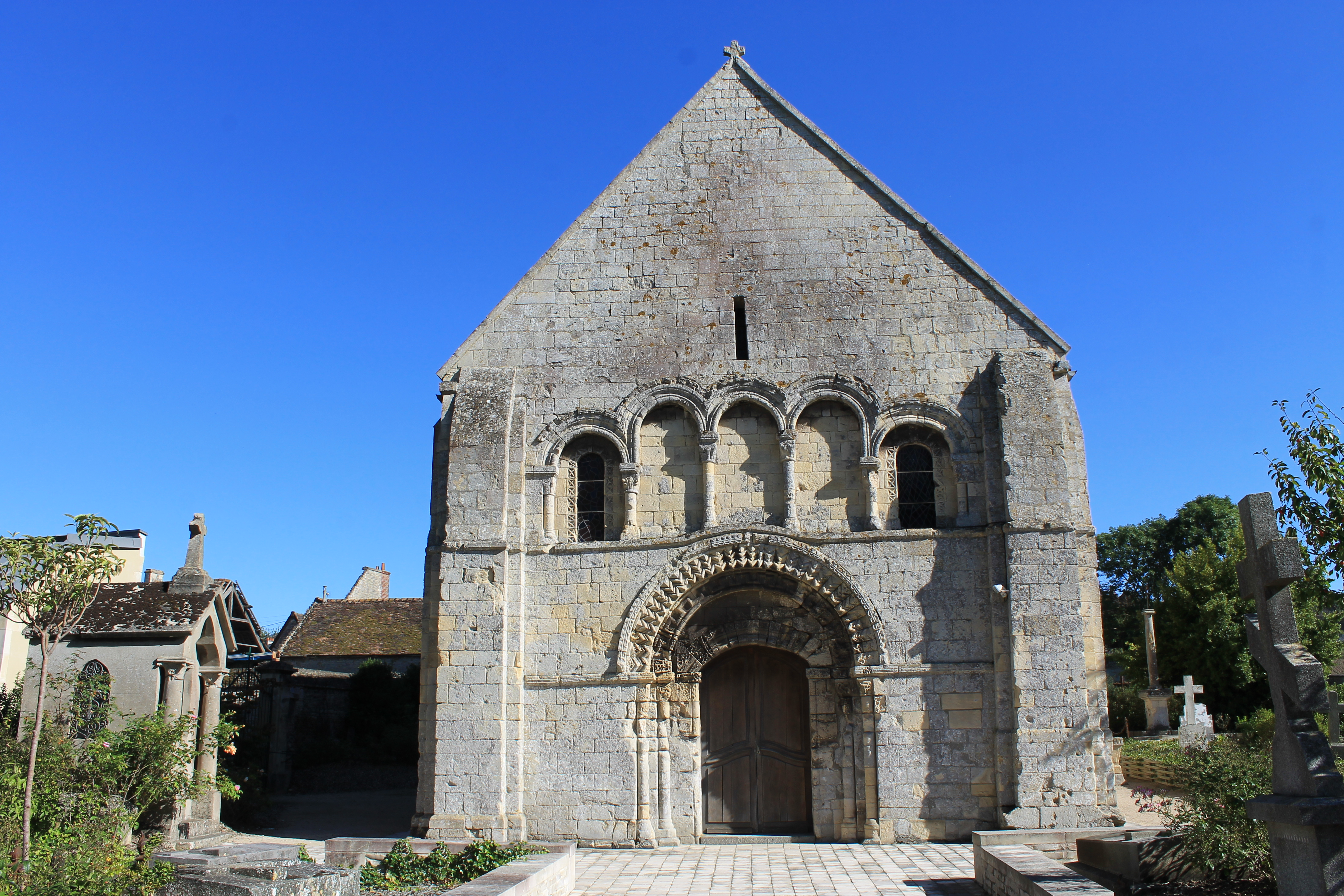
La façade occidentale.
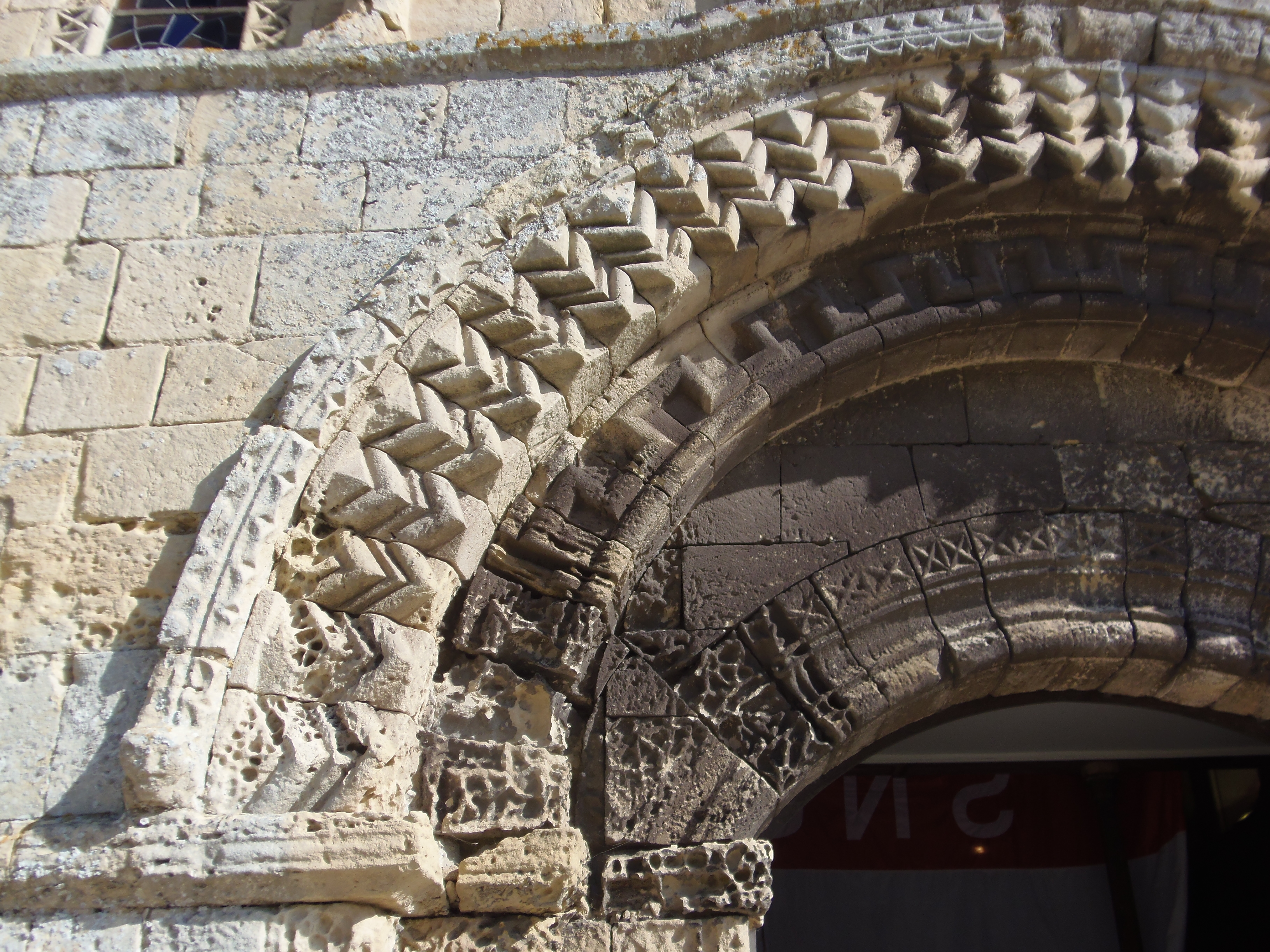
Détail des archivoltes du portail occidental.
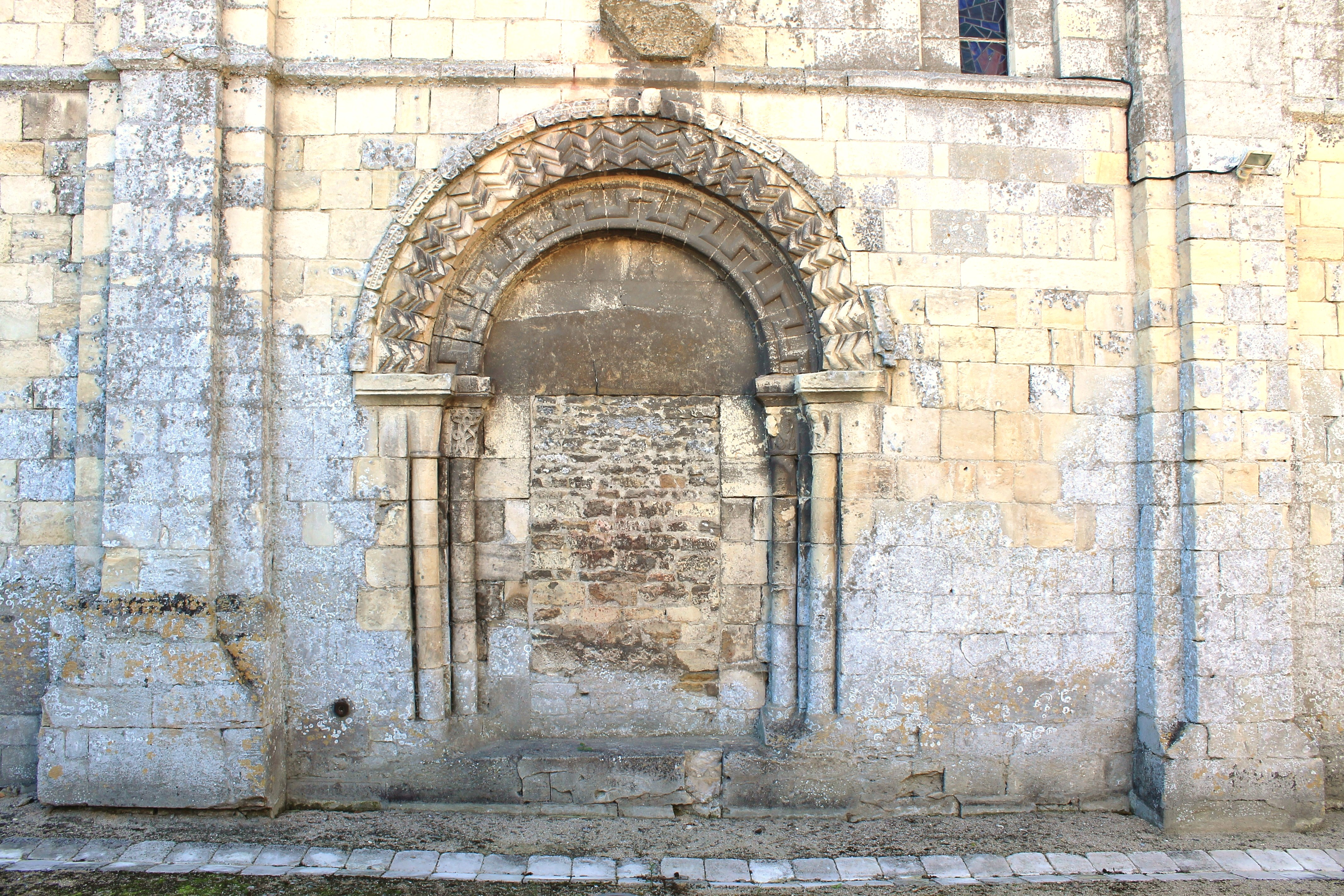
Le portail nord.
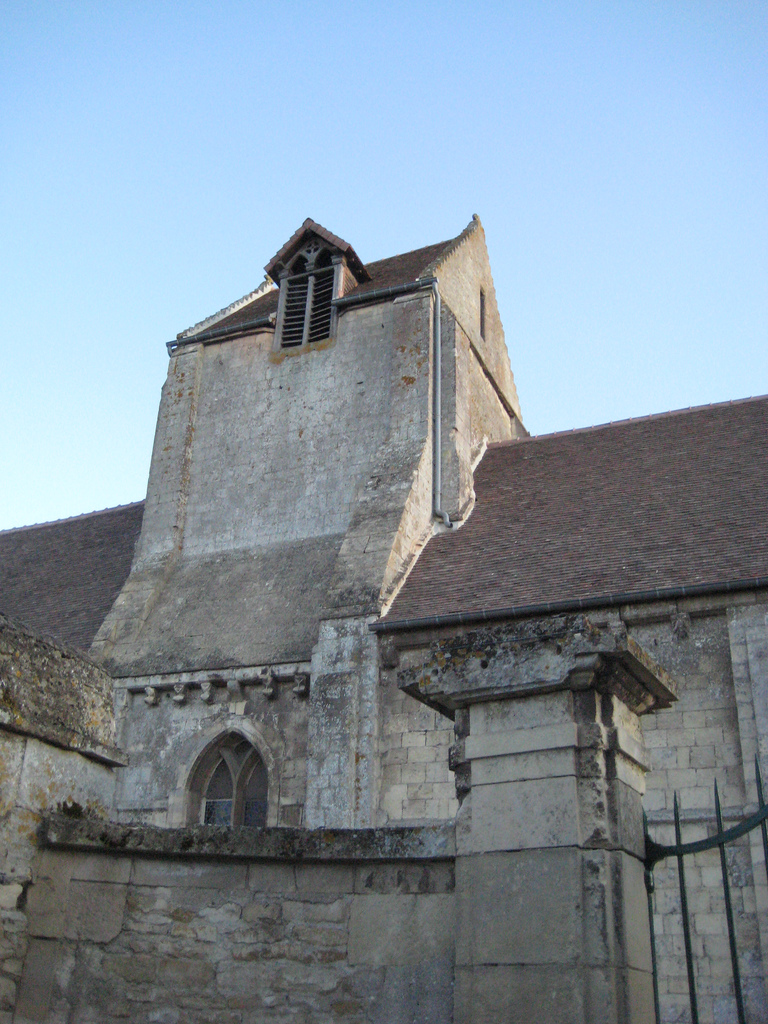
La tour-clocher, côté nord.
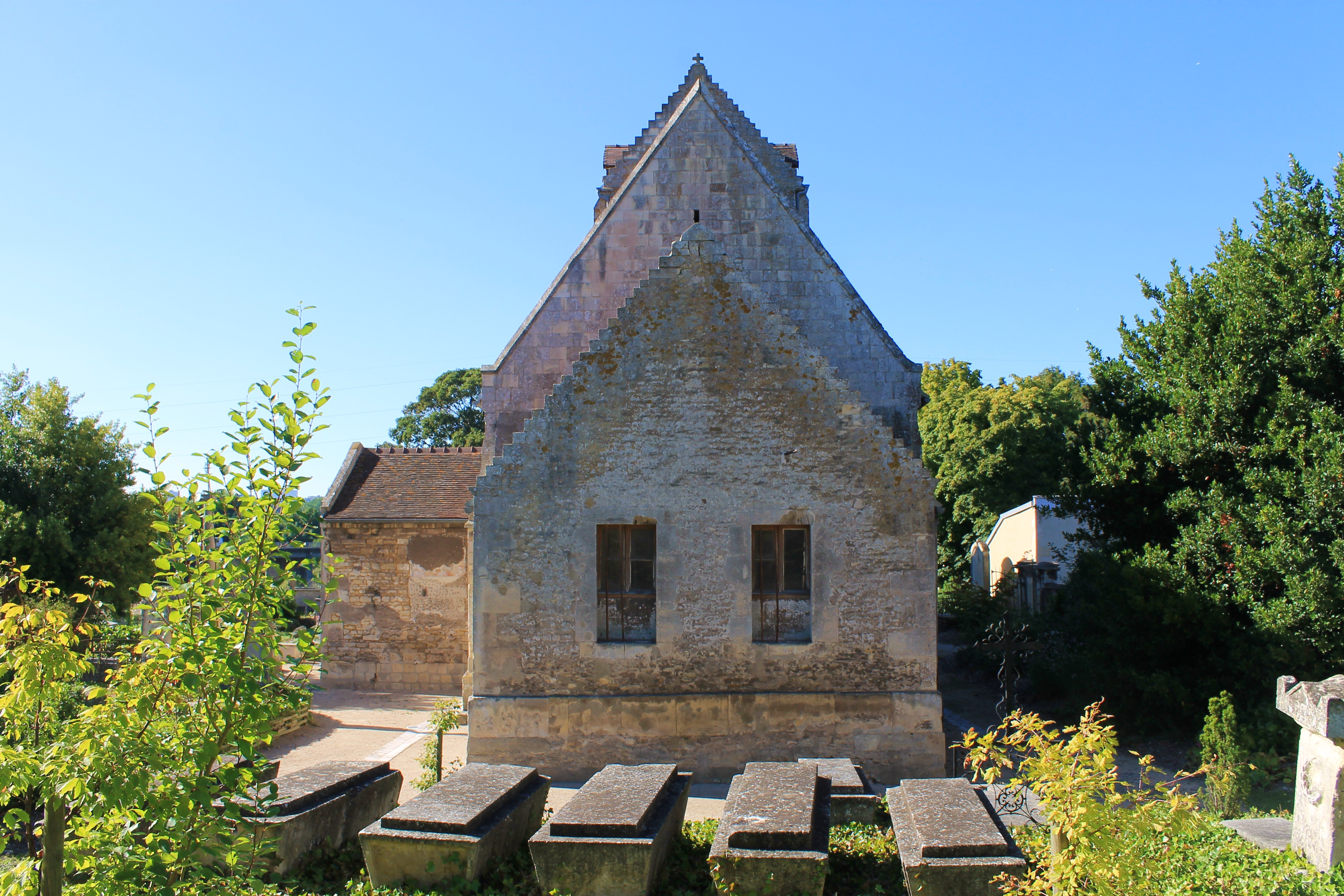
La sacristie, côté chevet.
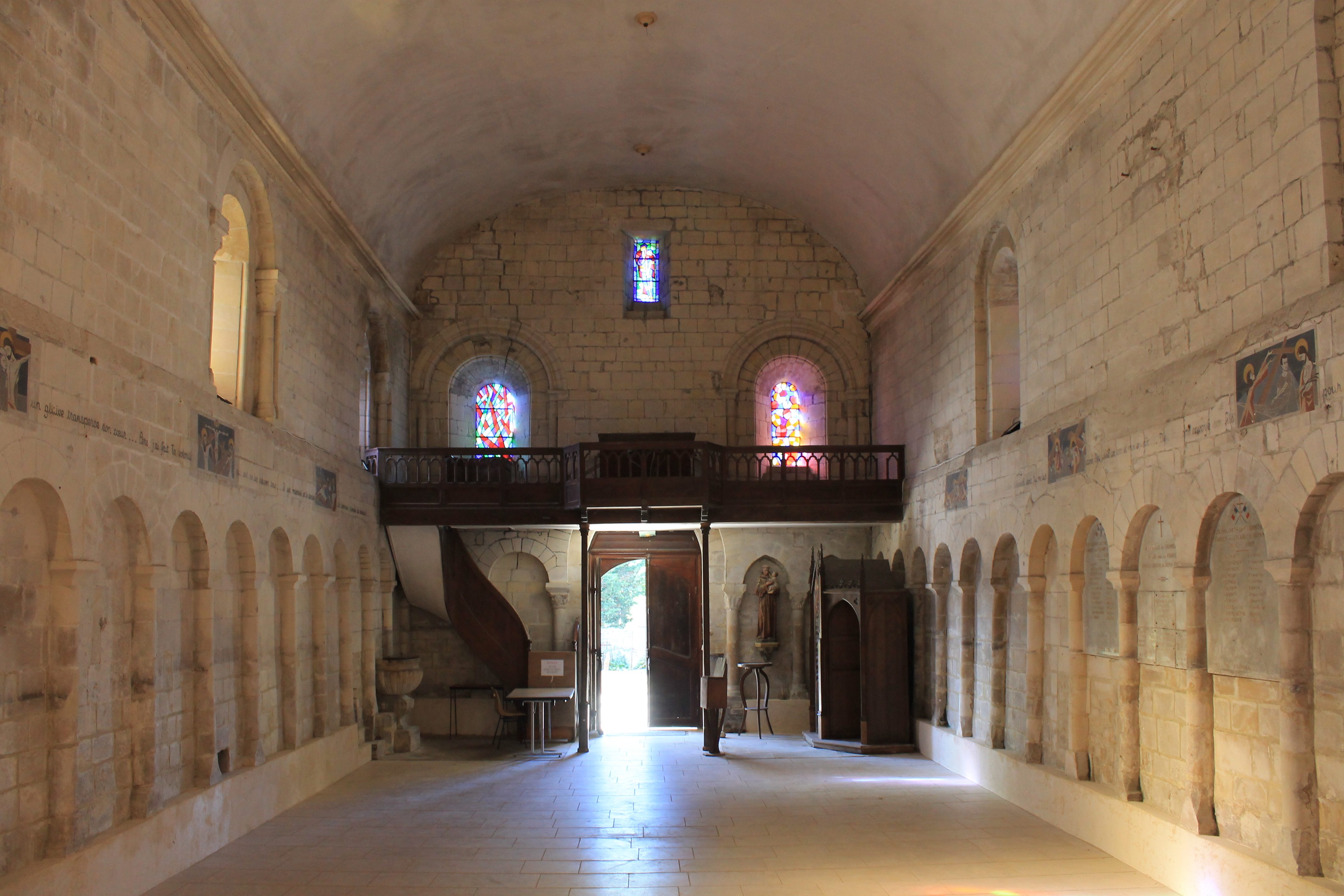
La nef.
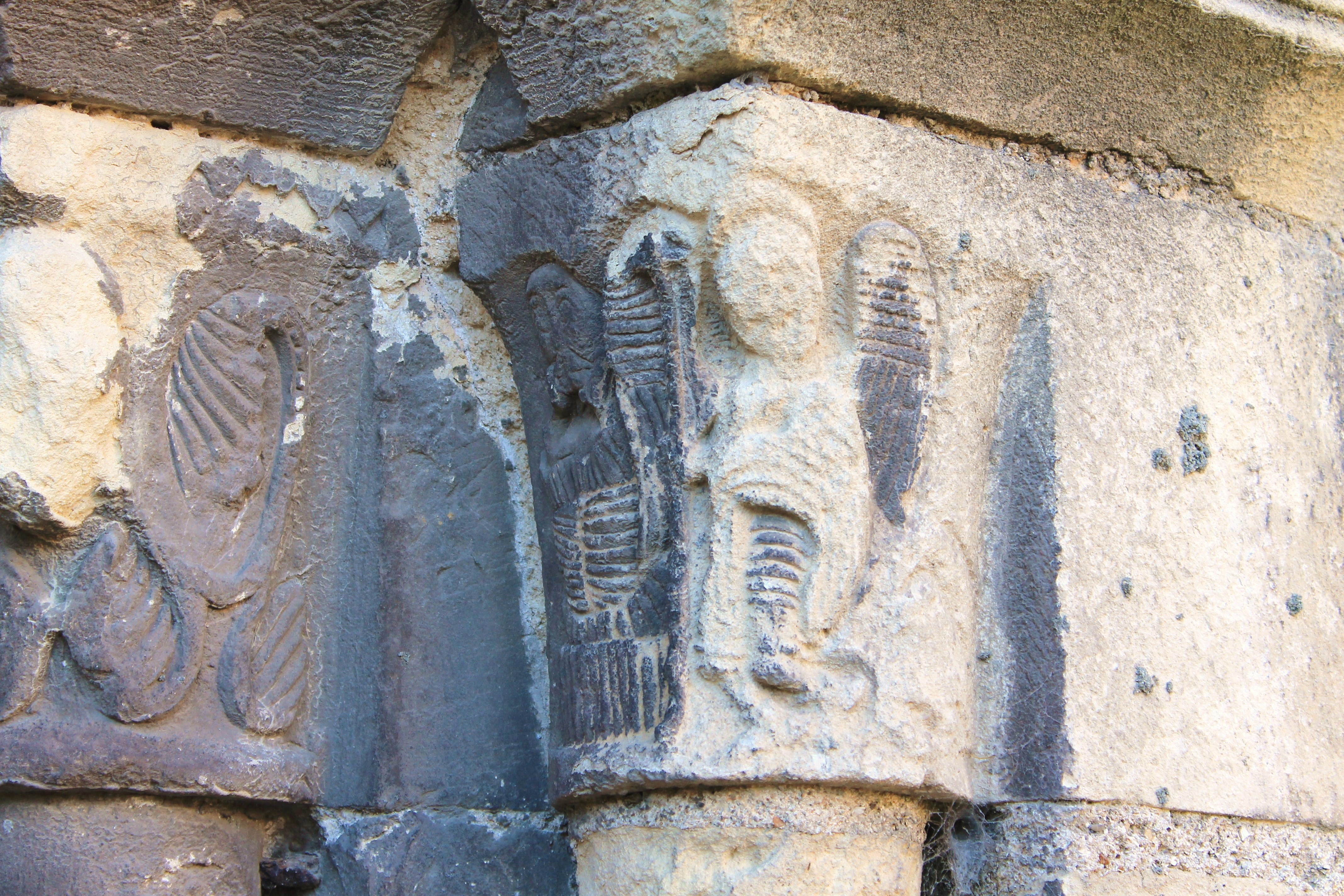
Un chapiteau.
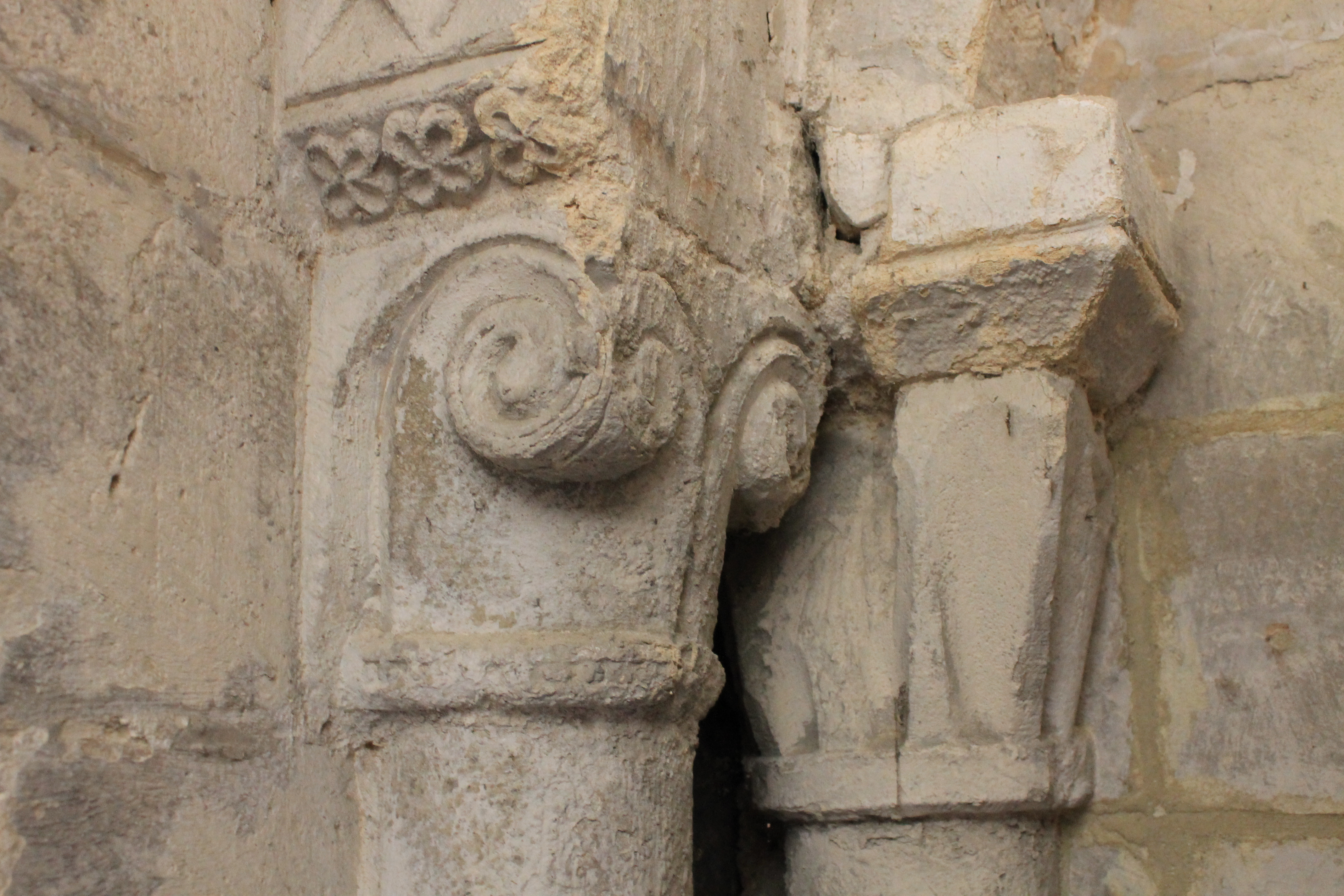
Un chapiteau.

## Mobilier

### Mobilier liturgique
La chapelle a gardé son maître-autel avec retable tripartite du XVIIe siècle porté par deux colonnes d'ordre corinthien. La grande toile centrale du retable, volée en 1986, était signée de Jean-François Restout et représentait le rêve de saint Martin. Deux petits tableaux figuraient au-dessous, dérobés au début du XXe siècle : l'un dû au moine Andrea de Bally, représentait le Christ apparaissant à saint Martin adolescent ; l'autre, l'annonciation.
L'église a gardé ses fonts baptismaux dont la cuve à aspersion circulaire se trouve en partie encastrée dans le mur de la nef, près de l'entrée.
Demeurent de même le confessionnal et la tribune financée en 1854 par la famille de Laistre.

### Statuaire

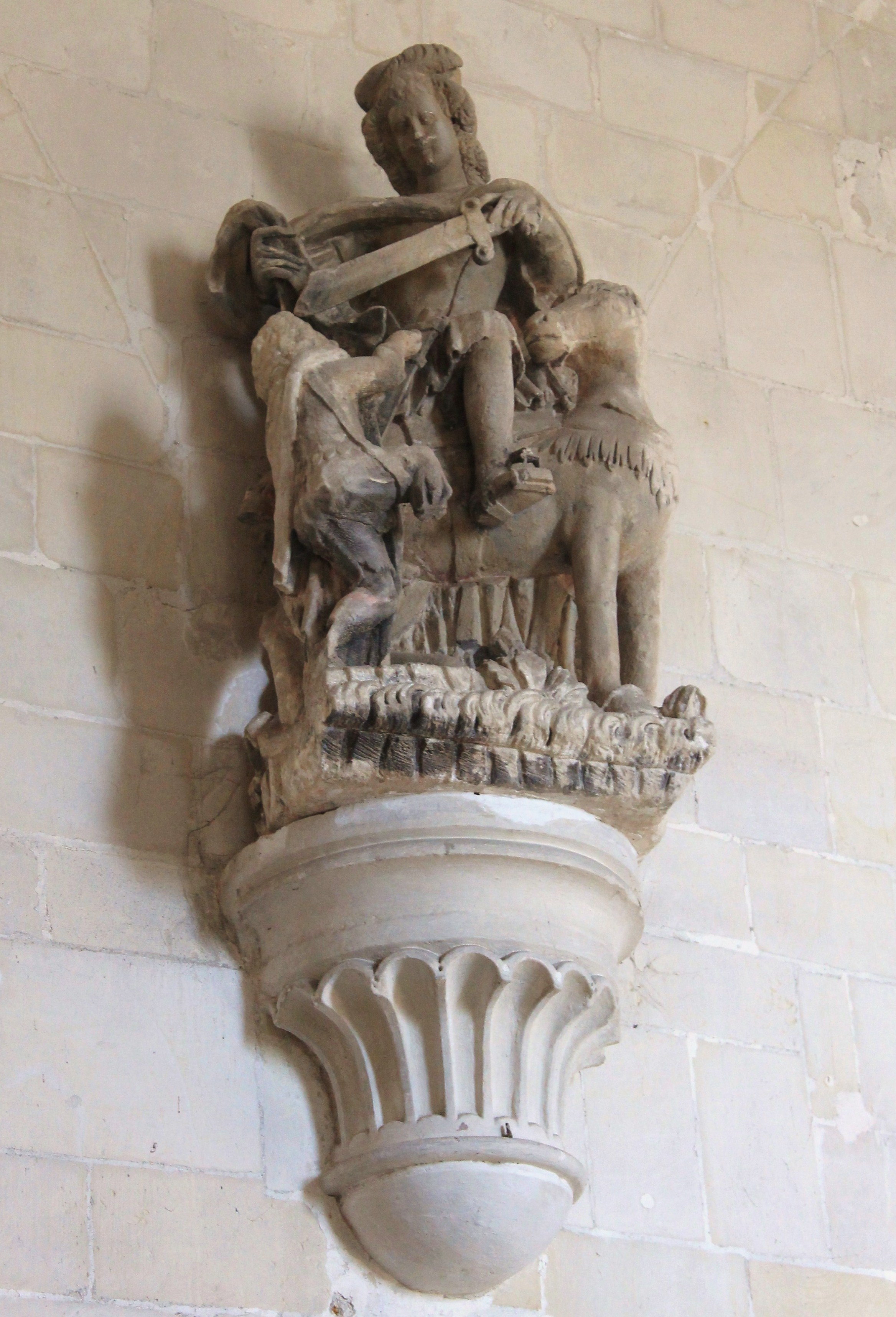
Charité de saint Martin.

De part et d'autre du maître-autel, deux niches abritent respectivement la Vierge foulant le serpent (plâtre du XIXe siècle) et un saint Jean du XVIIe siècle. Selon l'expression de Fernand Engerand, il s'agirait peut-être d'une statue « accomodée », l'aigle, comme posé sur un perchoir, semblant avoir été ajouté pour l’attribution.
Au chevet se dressent deux statues en plâtre placées au milieu du XIXe siècle : sainte Marguerite et saint Gabriel.
L'œuvre la plus importante de l'église reste un haut-relief du XVIe siècle, connu sous le vocable de Charité de Saint-Martin. Cette sculpture se trouvait initialement et jusqu'à la Seconde Guerre mondiale à l'extérieur de l'église, sur une console située au-dessus du portail nord désormais muré, appelé « portail Saint-Martin », qu'empruntaient les processions funéraires pour gagner le cimetière. Cette charité a été classée « monument historique » au titre des objets par arrêté du 23 mai 1933.

### Peintures murales

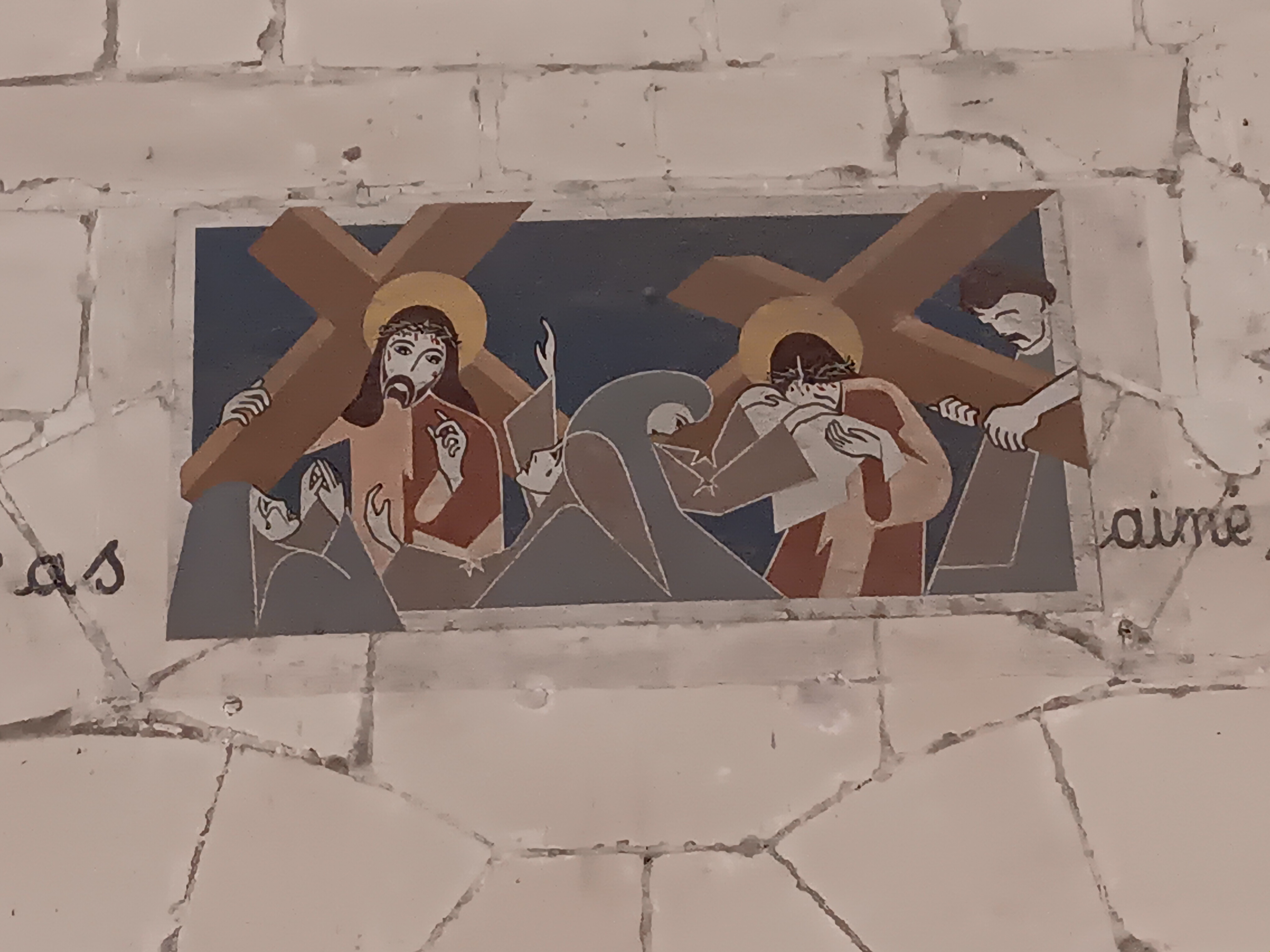
Chemin de croix, synthèse des stations IV, et.

Tout autour de la nef figure le chemin de croix peint dans l'immédiat après-guerre dans l'esprit du modernisme naissant des années 1950. Quatorze stations sont réparties en cinq groupes reliés entre eux par des raccourcis graphiques narrant la montée de Jésus au Calvaire.

### Vitraux
La nef présente un programme de vitraux du XXe siècle non datés et dont l'atelier n'est pas connu. Abstraits, ils symboliseraient la métallurgie, l'habitat ouvrier, l'agriculture, le chantier naval et le Débarquement. Plus figuratif, le vitrail situé au revers de la façade représente saint Martin en soldat, enveloppant le mendiant de la moitié de sa chlamyde.
Dans la travée sous clocher, les quatre baies sont pourvues de vitraux réalisés par André Ripeau, maître-verrier à Versailles et confrère de Max Ingrand. Entre art figuratif et art abstrait, ils représentent les quatre évangélistes : Luc, Mathieu, Marc et Jean. André Ripeau (1910-1993) ayant repris l'atelier de son père, Henri, à partir de 1950, ces vitraux ont vraisemblablement été réalisés dans l'après-guerre.

### Cloches
Les inscriptions gravées sur la robe des cloches précisent qui les a offertes. Il s'agit respectivement de l'épouse d'Hippolyte Monin, maire de la commune de 1884 à 1889, des « jeunes-gens de Colombelles » qui se sont apparemment cotisés lors d'une souscription publique et de la comtesse Antoinette Louise Marie de Laistre. La cloche offerte par madame Monin a été fondue à Villedieu-les-Poêles dans la Manche.

### Ameublement
Les trois grilles en fer forgé destinées à maintenir les draperies voulues par le P. Dugimont sont toujours en place dans l'église.
Par contre, les bancs réalisés par un ébéniste colombellois, Endoseai Marlon, auraient été cédés à la commune proche de Petiville où ils auraient retrouvé leur destination en l'église Notre-Dame.

## Animation du monument
L'animation et la valorisation culturelles du monument sont assurées par l'association déclarée « Les Amis de la Tour », association créée le 26 juin 1996 qui s'est donné pour objectif de contribuer à l'inventaire, la conservation, la restauration et l'animation des patrimoines historiques, culturels, architecturaux et environnementaux de Colombelles et d'en assurer la mise en valeur.
L'association organise des manifestations culturelles au sein du monument : concerts, chorales, expositions de peintures et de photographies, ateliers autour du patrimoine.
Elle veille par ailleurs à l'illumination de l'édifice et à son animation à l'occasion
- des Journées européennes du patrimoine
- de la « Nuit des églises », un évènement national lancé en 2011 par l'Église catholique en France dans le but d'ouvrir le plus largement possible les portes des églises au grand public afin de « faire découvrir le patrimoine religieux et le message chrétien »[12]
- du festival régional du patrimoine normand « Pierres en lumières »[13] créé en 2009 dans le département de l'Orne et depuis 2012 dans le Calvados, en partenariat avec la Région de Normandie et la Fondation du patrimoine.

## Cimetière Saint-Martin

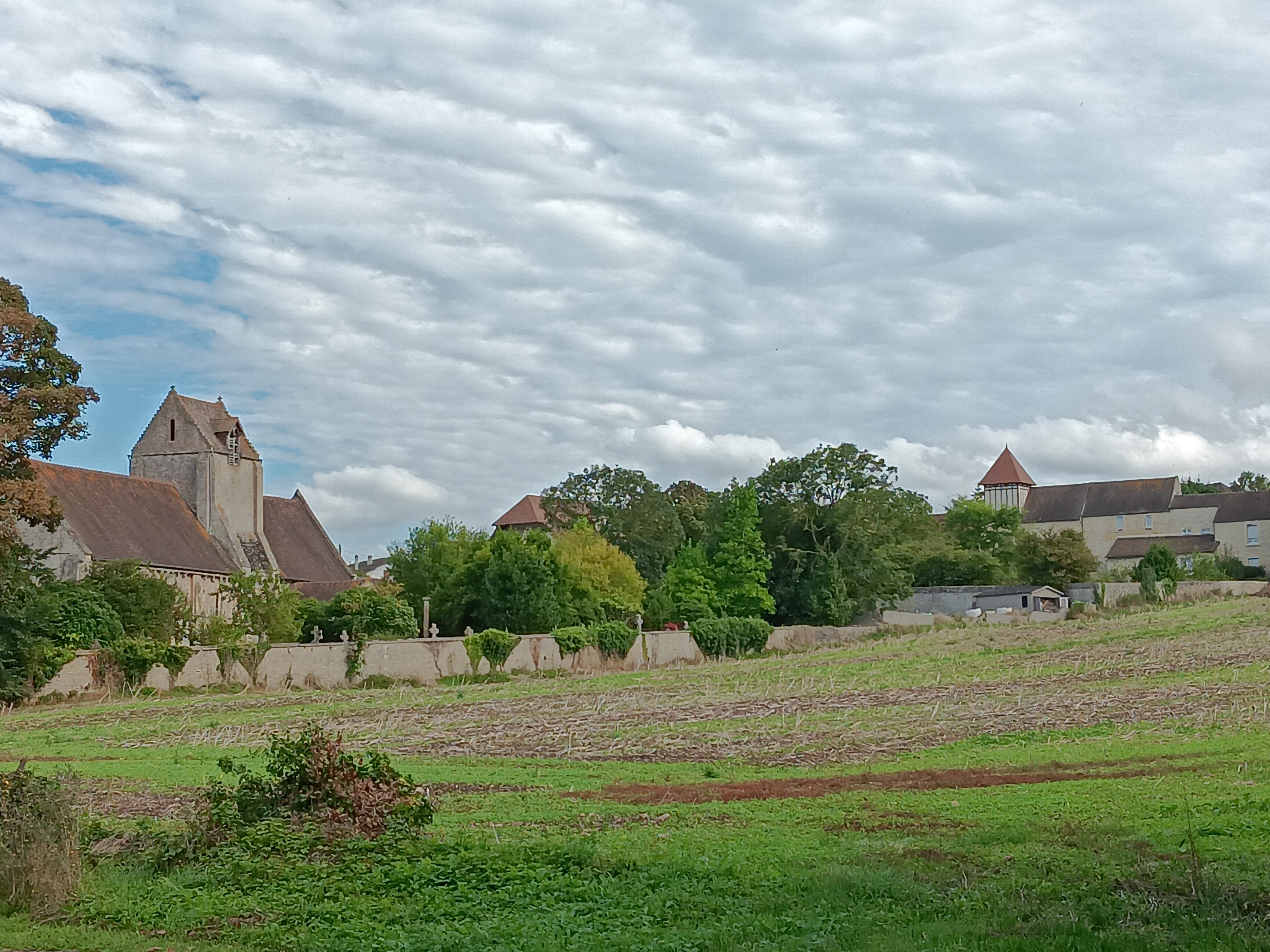
Vue de l'église et de son enclos paroissial depuis la rue de l'Orne avec le champ où furent abattus les aviateurs britanniques dans la nuit du 5 au 6 juin 1944.

Il est vraisemblable que sa création est contemporaine de la construction de l'église. Le recensement départemental effectué par les services de la préfecture du Calvados en 1804 permet d'en avoir une description détaillée : il est d'une superficie de 30 perches carrées (1 532 m2), se situe au sud, à mi-côte, à 20 toises (38,8 m) de l'habitation la plus proche, se trouve clôturé par un mur de 8 pieds (2,60 m de hauteur) et tire ses revenus de vingt pommiers et poiriers dont la récolte fait l'objet d'une adjudication annuelle.
Les comptes annuels du conseil de fabrique qui gère les biens et revenus de la paroisse jusqu'à la création du conseil de paroisse font bien état de ce fermage de cimetière dans la colonne des recettes.
Le cimetière a été désaffecté en 1938 un nouveau ayant été créé rue Guesde.
En 2002, la commune de Colombelles a lancé la procédure de reprise des concessions abandonnées et un inventaire des tombes a été dressé.

La famille de Laistre compte huit tombes de type sarcophage à Saint-Martin. Les plus remarquables sont la tombe de Marie-Françoise de Bullion, veuve de Joseph de Laistre, morte le 25 avril 1772, la plus ancienne du cimetière, et celle d'Anne-Joseph de Laistre, comte de Fontenay, capitaine au régiment de cavalerie « Bourbon-Bussay », chevalier de l'ordre royal et militaire de Saint-Louis, décédé le 4 avril 1792. Les comtes de Laistre furent propriétaires du domaine de Colombelles de 1732 à 1894. Deux membres de cette famille ont été maires de Colombelles de 1808 à 1838 et de 1878 à 1888. En 2000, les tombes des de Laistre furent rénovées par une descendante de la famille.

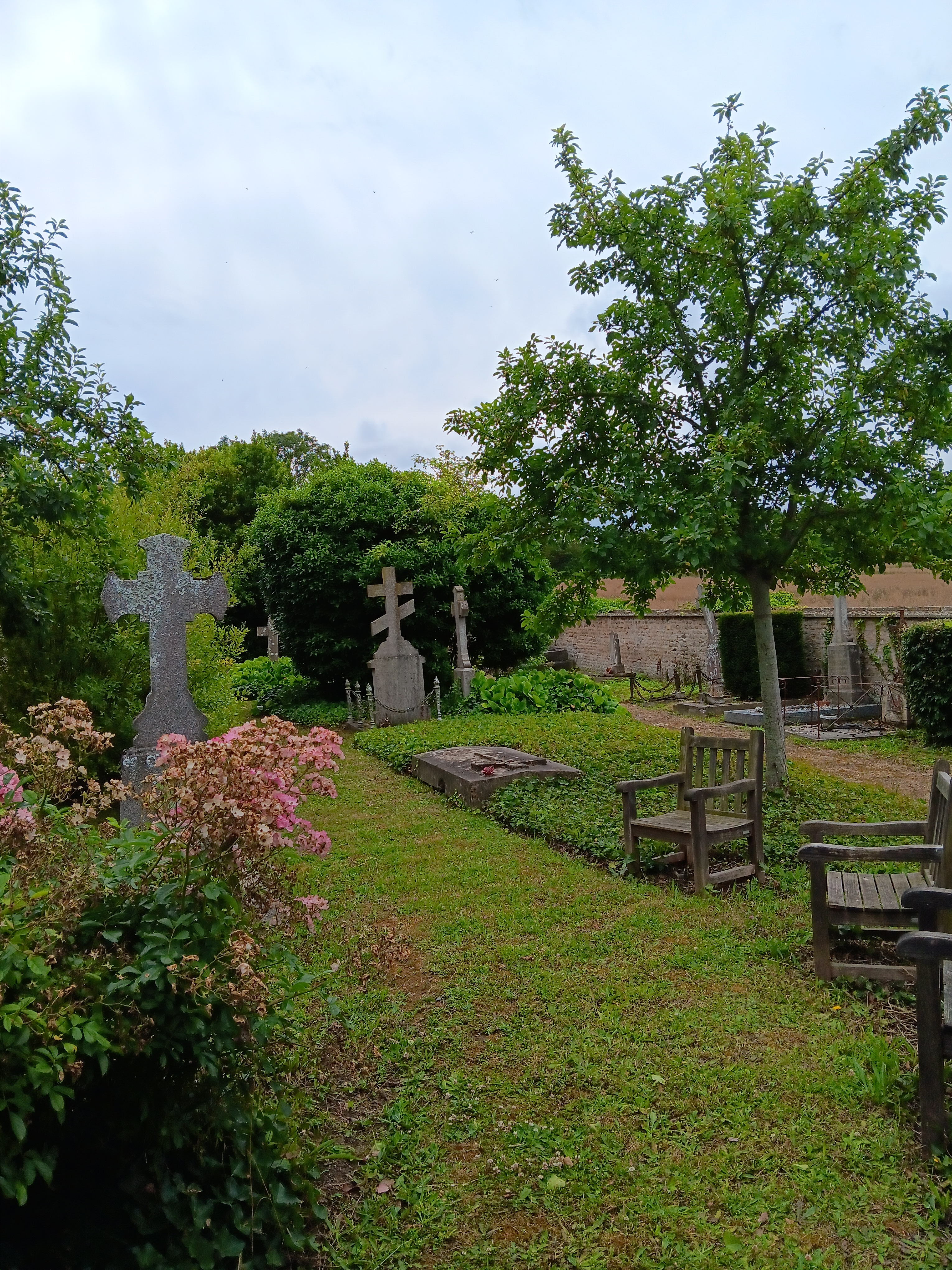
Vue du vieux cimetière avec ses aménagements.

D'autres tombes plus insolites attirent l'attention avec leur croix orthodoxe et leur épitaphe en caractères cyrilliques. Ce sont les sépultures de Russes blancs, exilés en France, qui ont travaillé à la Société métallurgique de Normandie. Parmi elles se trouvent les sépultures de cosaques du Don et de l'Ukraine  .
Dans le cadre de la préparation du Débarquement, vingt-deux soldats britanniques trouvèrent la mort à Colombelles dans la nuit du 5 juin 1944, leur avion ayant été abattu par la DCA allemande dans le champ en contrebas du cimetière Saint-Martin. Ils furent enterrés dans une fosse commune jusqu'à leur transfert au cimetière de Ranville en 1952.
En 2004, la commune a entrepris des travaux pour mettre le cimetière en valeur en le transformant en espace de promenade et de méditation.